# Francesco Calvo Burillo
Francesco Calvo Burillo, in spagnolo Francisco Calvo Burillo (Híjar, 21 novembre 1881 – Híjar, 2 agosto 1936), è stato un presbitero spagnolo, martirizzato durante la Guerra civile spagnola e venerato come beato dalla Chiesa cattolica.

## Biografia
Calvo Burillo nacque ad Híjar, nei pressi di Teruel, il 21 gennaio 1881, e professò il 5 aprile 1898, diventando un sacerdote domenicano. Studiò a Salamanca ed ottenne la licenza in lettere e filosofia nell'Università di Barcellona. Calvo Burillo insegnò in vari collegi, e fu reggente dello Studium Generale di Valencia. Il 18 luglio 1936 iniziò la Guerra civile spagnola, causata dall'ascesa al potere del Fronte Popolare, a cui si oppose una parte dell'Esercito, appoggiato dalla maggioranza del popolo. In questo periodo ci furono delle aperte persecuzioni contro la religione, che portarono alla morte di più di quasi 7000 fra vescovi, sacerdoti, suore e religiosi e di migliaia di laici cattolici. Francesco Calvo Burillo venne martirizzato ai primi di agosto 1936, a Híjar, dove era nato.

## Culto
L'11 marzo 2001 il pontefice Giovanni Paolo II beatificò 283 vittime della Guerra civile spagnola, sia religiosi che laici, tra cui Francesco Calvo Burillo, che viene così ricordato dal Martirologio Romano: 
(Martirologio Romano)